# NXT North American Championship
El NXT North American Championship (Campeonato Norteamericano de NXT, en español) es un campeonato de lucha libre profesional creado y utilizado por la compañía estadounidense WWE. Se le defiende como el segundo título de mayor importancia en la marca y territorio de desarrollo NXT. El campeón actual es Ethan Page, quien se encuentra en su primer reinado.
El campeonato se introdujo el 7 de marzo de 2018 durante un episodio de NXT que se emitió el 28 de marzo, y su campeón inaugural fue Adam Cole. En enero de 2022, el NXT Cruiserweight Championship se unificó al título.

## Historia
El 7 de marzo de 2018 en el episodio de NXT, William Regal anunció la creación del Campeonato Norteamericano de NXT, y anunció que los participantes designados participarían en un Ladder Match por este campeonato en NXT TakeOver: New Orleans. El 28 de marzo en NXT, se revelaron a los participantes que serían EC3, Killian Dain, Adam Cole, Ricochet, Lars Sullivan y Velveteen Dream. Adam Cole, líder de The Undisputed Era, se coronó Campeón Norteamericano de NXT el 7 de abril de 2018, ganando el Ladder Match.

## Diseño
El diseño del cinturón fue presentado por Triple H el 3 de abril de 2018. Cuenta con tres placas de oro en una correa de cuero marrón grueso, la placa central redondeada presenta un globo que solo muestra la región de América del Norte. La pancarta que se encuentra sobre el globo dice "North American" y sobre ella está el logo de NXT. El banner inferior en la parte inferior del globo dice "Champion". Las dos placas laterales cuentan con una sección central extraíble que se puede personalizar con los logotipos del campeón; las placas laterales predeterminadas leen NXT en forma vertical en un globo terráqueo, lo que lo convierte en el primer título secundario de la WWE en presentar placas laterales removibles.

## Campeones

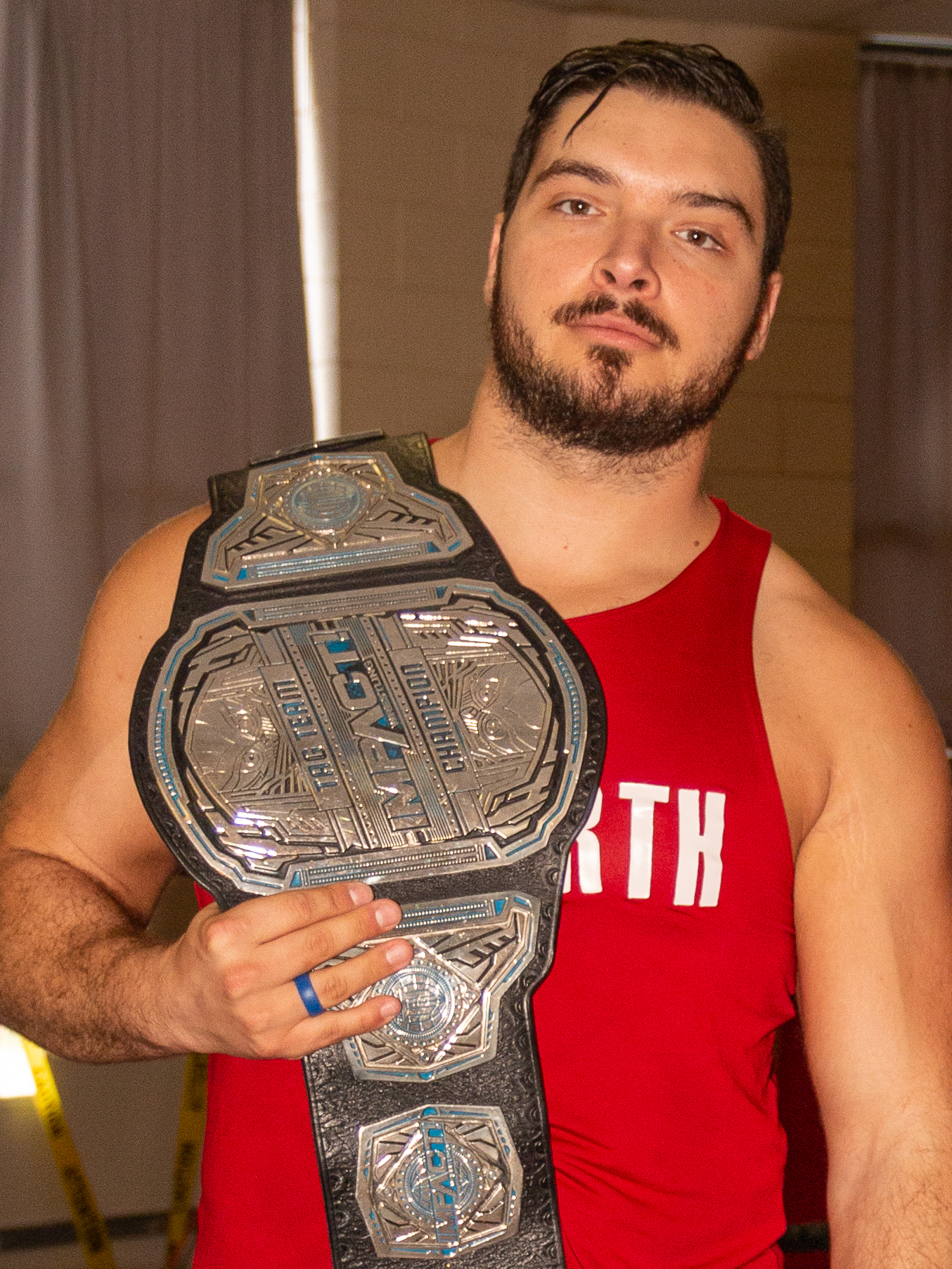
El campeón actual, Ethan Page.

El Campeonato Norteamericano de NXT es un campeonato secundario creado por NXT, y fue establecido en 2018. El campeón inaugural fue Adam Cole, quien ganó el título al derrotar a EC3, Killian Dain, Ricochet, Lars Sullivan y Velveteen Dream en un Ladder match, el 7 de abril de 2018 en el evento NXT TakeOver: New Orleans. Desde entonces ha habido 20 campeones oficiales, repartidos en 24 reinados en total. Hasta la fecha Bronson Reed, Dragon Lee, Oba Femi, Shawn Spears y Ethan Page son los cinco luchadores no estadounidenses en ganar el título.
El reinado más largo en la historia lo ostenta Oba Femi, con 273 días en su única titularidad. Lo sigue Wes Lee, quien mantuvo el campeonato por 269 días en su único reinado. En contraparte, Trick Williams posee el reinado más corto, con solo 3 días.
En cuanto a los días en total como campeón (un acumulado entre la suma de todos los días de los reinados individuales de cada luchador), Carmelo Hayes posee el primer lugar con 273 días en 2 reinados. Le siguen Wes Lee (269 días en un reinado), Velveteen Dream (210 días en un reinado), Johnny Gargano (202 días en 3 reinados), Keith Lee (182 días en un reinado) y Ricochet (161 días en un reinado).
El campeón más joven es Velveteen Dream, quien a los 23 años y 164 días derrotó a Johnny Gargano en NXT. En contraparte, el campeón de mayor edad es Shawn Spears, quien a los 44 años y 14 días derrotó a Tony D'Angelo en NXT. En cuanto al peso de los campeones, Keith Lee es el más pesado con 154,5 kilogramos, mientras que Ricochet es el más liviano con 89 kilogramos.
Por último, Gargano es el luchador que más reinados posee, con 3.

### Campeón actual
El campeón actual es Ethan Page, quien se encuentra en su primer reinado. Page ganó el título tras derrotar al excampeón Ricky Saints el 27 de mayo de 2025 en NXT.
Page registra hasta el 16 de agosto de 2025 las siguientes defensas televisadas:
1. vs. Je'Von Evans vs. Rey Fénix vs. Laredo Kid (7 de junio de 2025, Worlds Collide)
2. vs. Sean Legacy (10 de junio de 2025, NXT)
3. vs. Ricky Saints (12 de julio de 2025, NXT The Great American Bash)
4. vs. Santino Marella (29 de julio de 2025, NXT)

### Lista de campeones
| N.º | Campeón               | Lucha                    | Lucha                                     | Lucha                   | Estadísticas | Estadísticas | Estadísticas      | Notas y referencias |
| N.º | Campeón               | Fecha                    | Evento                                    | Ubicación               | Reinado      | Días         | Días rec. por WWE | Notas y referencias |
| --- | --------------------- | ------------------------ | ----------------------------------------- | ----------------------- | ------------ | ------------ | ----------------- | --- |
| 1   | Adam Cole             | 7 de abril de 2018       | NXT TakeOver: New Orleans                 | Nueva Orleans, Luisiana | 1            | 133          | 132               | Derrotó a EC3, Killian Dain, Ricochet, Lars Sullivan y Velveteen Dream en un Ladder match para convertirse en el campeón inaugural.                                                                |
| 2   | Ricochet              | 18 de agosto de 2018     | NXT TakeOver: Brooklyn 4                  | Brooklyn, Nueva York    | 1            | 161          | 161               | [ 3 ] |
| 3   | Johnny Gargano        | 26 de enero de 2019      | NXT TakeOver: Phoenix                     | Phoenix, Arizona        | 1            | 4            | 25                | WWE reconoce que el reinado finalizó el 20 de febrero de 2019, cuando la lucha se transmitió en diferido.                                                                                          |
| 4   | Velveteen Dream       | 20 de febrero de 2019    | NXT                                       | Winter Park, Florida    | 1            | 231          | 209               | WWE reconoce el reinado desde el 20 de febrero de 2019. |
| 5   | Roderick Strong       | 18 de septiembre de 2019 | NXT                                       | Winter Park, Florida    | 1            | 126          | 126               | [ 6 ] |
| 6   | Keith Lee             | 22 de enero de 2020      | NXT                                       | Winter Park, Florida    | 1            | 175          | 181               | WWE reconoce que el reinado finalizó el 22 de julio de 2020, cuando se transmitió en diferido el episodio de NXT en el que Lee dejó vacante el título voluntariamente.                             |
| —   | Vacante               | 15 de julio de 2020      | NXT                                       | Winter Park, Florida    | —            | —            | —                 | Keith Lee renunció voluntariamente al título dos semanas después de ganar el Campeonato de NXT para centrarse en defender este último. El episodio fue emitido en diferido el 22 de julio de 2020. |
| 7   | Damian Priest         | 22 de agosto de 2020     | NXT TakeOver: XXX                         | Winter Park, Florida    | 1            | 67           | 67                | Derrotó a Bronson Reed, Cameron Grimes, Johnny Gargano y Velveteen Dream en un Ladder match por el vacante campeonato.                                                                             |
| 8   | Johnny Gargano        | 28 de octubre de 2020    | NXT Halloween Havoc                       | Orlando, Florida        | 2            | 14           | 14                | Fue un Devil's Playground Match. |
| 9   | Leon Ruff             | 11 de noviembre de 2020  | NXT                                       | Orlando, Florida        | 1            | 25           | 25                | [ 13 ] |
| 10  | Johnny Gargano        | 6 de diciembre de 2020   | NXT TakeOver: WarGames                    | Orlando, Florida        | 3            | 163          | 163               | Derrotó a Leon Ruff y Damian Priest. |
| 11  | Bronson Reed          | 18 de mayo de 2021       | NXT                                       | Orlando, Florida        | 1            | 42           | 41                | Fue un Steel Cage Match. |
| 12  | Isaiah «Swerve» Scott | 29 de junio de 2021      | NXT                                       | Orlando, Florida        | 1            | 105          | 104               | [ 16 ] |
| 13  | Carmelo Hayes         | 12 de octubre de 2021    | NXT 2.0                                   | Orlando, Florida        | 1            | 172          | 171               | Usó su oportunidad del Breakout Tournament. En New Year's Evil el 4 de enero de 2022, Hayes derrotó a Roderick Strong para unificar el título con el NXT Cruiserweight Championship.               |
| 14  | Cameron Grimes        | 2 de abril de 2022       | NXT: Stand & Deliver                      | Dallas, Texas           | 1            | 63           | 63                | Derrotó a Carmelo Hayes, Santos Escobar, Solo Sikoa y Grayson Waller en un Ladder match. |
| 15  | Carmelo Hayes         | 4 de junio de 2022       | NXT In Your House                         | Orlando, Florida        | 2            | 101          | 101               | [ 21 ] |
| 16  | Solo Sikoa            | 13 de septiembre de 2022 | NXT 2.0: One-Year Anniversary Celebration | Orlando, Florida        | 1            | 7            | 6                 | Durante su reinado, el título se defendió por primera vez en un show del plantel principal de WWE.                                                                                                 |
| —   | Vacante               | 21 de septiembre de 2022 | NXT                                       | Orlando, Florida        | —            | —            | —                 | Shawn Michaels despojó del título a Sikoa ya que originalmente no estaba programado para estar en la lucha en el que ganó el título. Así mismo, ya había sido llamado para el plantel principal.   |
| 17  | Wes Lee               | 22 de octubre de 2022    | NXT Halloween Havoc                       | Orlando, Florida        | 1            | 269          | 269               | Derrotó a Carmelo Hayes, Von Wagner, Nathan Frazer y Oro Mensah en un Ladder match por el vacante campeonato.                                                                                      |
| 18  | Dominik Mysterio      | 18 de julio de 2023      | NXT                                       | Orlando, Florida        | 1            | 74           | 73                | [ 26 ] |
| 19  | Trick Williams        | 30 de septiembre de 2023 | NXT No Mercy                              | Bakersfield, California | 1            | 3            | 3                 | Éste es el reinado más corto en la historia del campeonato. |
| 20  | Dominik Mysterio      | 3 de octubre de 2023     | NXT                                       | Orlando, Florida        | 2            | 67           | 66                | [ 28 ] |
| 21  | Dragon Lee            | 9 de diciembre de 2023   | NXT Deadline                              | Bridgeport, Connecticut | 1            | 31           | 31                | [ 29 ] |
| 22  | Oba Femi              | 9 de enero de 2024       | NXT                                       | Orlando, Florida        | 1            | 273          | 272               | Usó su oportunidad como ganador del NXT Breakout Tournament. Este es el reinado más largo en la historia del campeonato.                                                                           |
| 23  | Tony D'Angelo         | 8 de octubre de 2024     | NXT                                       | Chesterfield, Misuri    | 1            | 147          | 147               | [ 31 ] |
| 24  | Shawn Spears          | 4 de marzo de 2025       | NXT                                       | Orlando, Florida        | 1            | 28           | 27                | [ 32 ] |
| 25  | Ricky Saints          | 1 de abril de 2025       | NXT                                       | Orlando, Florida        | 1            | 56           | 55                | [ 33 ] |
| 26  | Ethan Page            | 27 de mayo de 2025       | NXT                                       | Orlando, Florida        | 1            | 81+          | 81+               | [ 34 ] |

### Total de días con el título

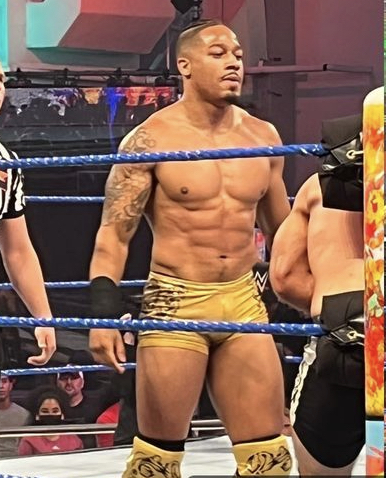
Carmelo Hayes posee, en empate con Oba Femi, el récord de días acumulativos como campeón, con 273 en sus dos reinados.

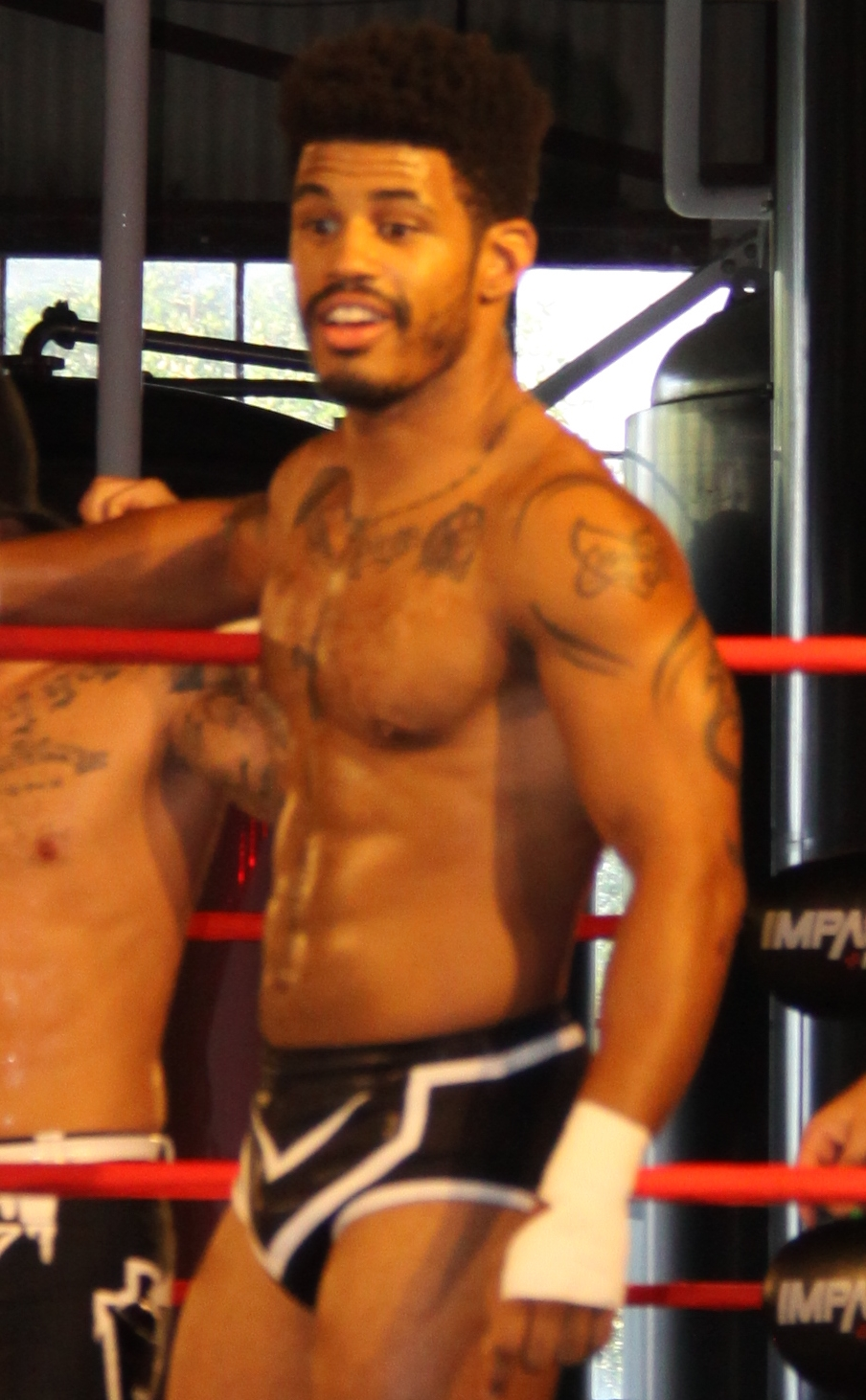
Wes Lee posee el segundo reinado más largo del campeonato, con 269 días

La siguiente lista muestra el total de días que un luchador ha poseído el campeonato si se suman todos los reinados que posee. Actualizado a la fecha del 16 de agosto de 2025.
| + | Indica al campeón actual. |

| N.º | Luchador              | Reinados | Días combinados | Reconocidos por WWE |
| --- | --------------------- | -------- | --------------- | ------------------- |
| 1   | Carmelo Hayes         | 2        | 273             | 272                 |
| 1   | Oba Femi              | 1        | 273             | 272                 |
| 3   | Wes Lee               | 1        | 269             | 269                 |
| 4   | Velveteen Dream       | 1        | 231             | 209                 |
| 5   | Johnny Gargano        | 3        | 181             | 202                 |
| 6   | Keith Lee             | 1        | 175             | 181                 |
| 7   | Ricochet              | 1        | 161             | 161                 |
| 8   | Tony D'Angelo         | 1        | 147             | 147                 |
| 9   | Dominik Mysterio      | 2        | 141             | 139                 |
| 10  | Adam Cole             | 1        | 133             | 132                 |
| 11  | Roderick Strong       | 1        | 126             | 126                 |
| 12  | Isaiah «Swerve» Scott | 1        | 105             | 104                 |
| 13  | Ethan Page            | 1        | 81+             | 81+                 |
| 14  | Damian Priest         | 1        | 67              | 67                  |
| 15  | Cameron Grimes        | 1        | 63              | 63                  |
| 16  | Ricky Saints          | 1        | 56              | 55                  |
| 17  | Bronson Reed          | 1        | 42              | 41                  |
| 18  | Dragon Lee            | 1        | 31              | 31                  |
| 19  | Shawn Spears          | 1        | 28              | 27                  |
| 20  | Leon Ruff             | 1        | 25              | 25                  |
| 21  | Solo Sikoa            | 1        | 7               | 6                   |
| 22  | Trick Williams        | 1        | 3               | 3                   |

### Mayor cantidad de reinados
| Reinados | Luchador (es)                   |
| -------- | ------------------------------- |
| 3 veces  | Johnny Gargano                  |
| 2 veces  | Carmelo Hayes, Dominik Mysterio |